# Al Perkins
Al Perkins (* 18. Januar 1944 in Texas) ist ein US-amerikanischer Musiker und Produzent. Er spielte Gitarre, Pedal Steel Guitar und Dobro auf den Produktionen vieler namhafter Künstler und wurde 2001 von der Gitarrenfirma Gibson zum „einflussreichsten Dobro-Spieler der Welt“ ernannt.

## Werdegang
Mit neun Jahren erlernte Perkins die Hawaiian Steel Guitar und spielte in den 1960er Jahren in verschiedenen Bands in West-Texas. Nach seiner Militärzeit war er Mitglied der Gruppe Shiloh und ab 1971 der Flying Burrito Brothers, auf deren letztem Album Last Of The Red Hot Burritos er mitwirkte. 1972 schloss er sich, zusammen mit dem Burrito-Kollegen Chris Hillman der neuen Band von Stephen Stills, Manassas, an, mit der er zwei LPs einspielte. Die Gruppe aus hochtalentierten Musikern galt, mit ihrem Programm aus Country-, Rock-, Blues- und Latin-beeinflussten Stücken, als eine der versiertesten Formationen der Rockmusik-Geschichte, löste sich jedoch schon 1973 wieder auf.
Nach Auflösung von Manassas wandten sich Perkins und Hillman einem neuen Projekt zu. Mit Richie Furay, J. D. Souther und einigen Manassas-Kollegen gründeten sie die Souther-Hillman-Furay Band, die von 1973 bis 1975 zwei Alben aufnahm und sich dann auflöste.
Mitte der 1970er Jahre wandte sich Perkins der Schallplatten-Produktion zu, tourte aber gleichzeitig weiterhin mit Künstlern wie Michael Nesmith, Roger McGuinn und Chris Hillman und war als Session-Musiker tätig, etwa bei dem Album South Of The Border von The Eagles. Er tourte und arbeitete außerdem u. a. mit Dan Fogelberg, Rita Coolidge, Leonard Cohen, Gram Parsons, Roy Orbison, Bob Dylan, Garth Brooks, Daniel Amos, den Rolling Stones, Joe Walsh, Randy Newman, James Taylor, Debby Boone, Cher, Dwight Yoakam und Tori Amos.
1984 und 1985 war Perkins auf zwei Alben des christlichen Sängers Don Francisco zu hören und spielte mit Chris Hillman zur gleichen Zeit christlichen Bluegrass in der Band Ever Call Ready ein. Kurz darauf schloss er sich Hillmans Desert Rose Band an und 1986 der Live-Band von Dolly Parton. Im gleichen Jahr spielte er auf dem Album Knocked Out Loaded von Bob Dylan.
1992 wurde er Mitglied eines neuen Projektes von Emmylou Harris, The Nash Ramblers. Für das Album und die DVD, die den Auftritt dieser Band im berühmten Ryman Auditorium in Nashville über die Geschichte der Country-Music dokumentierten, erhielten die Musiker eine Grammy-Auszeichnung. Harris und Perkins kannten sich seit 1972, als sie bei den Solo-Alben von Gram Parsons mitgewirkt hatten.
Ab Mitte der 1990er Jahre betätigte Perkins sich vor allem als Produzent und Session-Musiker. In 2003 wirkte er bei der Neugründung der legendären Countryrock-Band Mason Proffit mit. 2004 veröffentlichte er sein erstes Solo-Album mit einer Mischung aus Blues, Country, Bluegrass, Gospel und Cajun-Musik. Im gleichen Jahr erfuhr seine Karriere einen Höhepunkt, als er an der Seite von Kollegen wie James Burton und Keith Richards an einem Gram Parsons Tribute Konzert in Kalifornien teilnahm.
Heute lebt Perkins in Nashville und ist in mehrere Projekte involviert, darunter die Hi Power Band, die im Umkreis der Country-Metropole Auftritte mit einem Rock und R&B Programm darbietet.
2009 gründete er, zusammen mit Brady Blade und Chris Donohue, das Trio Big Dog 3, das im selben Jahr ein gleichnamiges Album mit Gastmusikern aus der Band von Emmylou Harris aufnahm. In diesem Jahr war Al Perkins auch am Debütalbum des Sängers Otis Gibbs aus Indiana beteiligt. Auf der CD mit dem Titel Grandpa Walked a Picketline und der daraus entnommenen Single Caroline spielte er neben der Dobro auch Pedal-Steel-Gitarre.
Die Gitarrenfirma Gibson produziert seit 2001 den Al Perkins Signature Dobro, entwickelt vom Künstler selbst und mit dessen Namenszug versehen.

## Diskografie (Auswahl)
The Rolling Stones
- Exile on Main St (1972)

Flying Burrito Brothers
- Last of the Red Hot Burritos (1972)

Gram Parsons
- GP (1973)
- Grievous Angel (1974)

Manassas
- Manassas (1972)
- Down the Road (1973)

Souther Hillman Furay Band
- Souther Hillman Furay Band (1974)
- Trouble in Paradise (1975)

Ever Call Ready
- Ever Call Ready (1984)
- Down Home Praise (1985)

Emmylou Harris & Nash Ramblers
- Live at the Ryman (1992)

Big Dog 3
- Big Dog 3 (2009)

Otis Gibbs
- Grandpa Walked a Picketline (2009)

Solo
- Triple Play (2004)